# مسجد عماد الدولة

مسجد عماد الدولة

مسجد عماد الدولة هو أحد المساجد المشهورة في مدينة كرمانشاه الإيرانية. وهذا المسجد هو أحد آثار الدولة القاجارية.مسجد عماد الدولة مبني على شكل رباعي الزوايا وله مدخل وفناء وشرفة وصحن أعمدة والعديد من الغرف.
يوجد على لوحة بلاط رواق المسجد نقش يحتوي على قصيدة باسم ملك الزمان (ناصر الدين شاه) ، واسم الباني وتاريخ 1285 هـ (1868 م). تم بناء غرفة خشبية على الرواق الشرقي لباحة المسجد. يقع المدخل الرئيسي للمسجد من خلال هذه الرواق الشرقي ، والمتصل بسوق صائغ الذهب في كرمانشاه بباب خشبي كبير.
في مسجد آخر ، يقع على الجانب الجنوبي الغربي ، ويربطه ممر بتقاطع زارغارها بازار وهوري آباد بازار. يقع هذا التقاطع أسفل أكبر قبة سوق معروفة باسم الساحة.

## صور

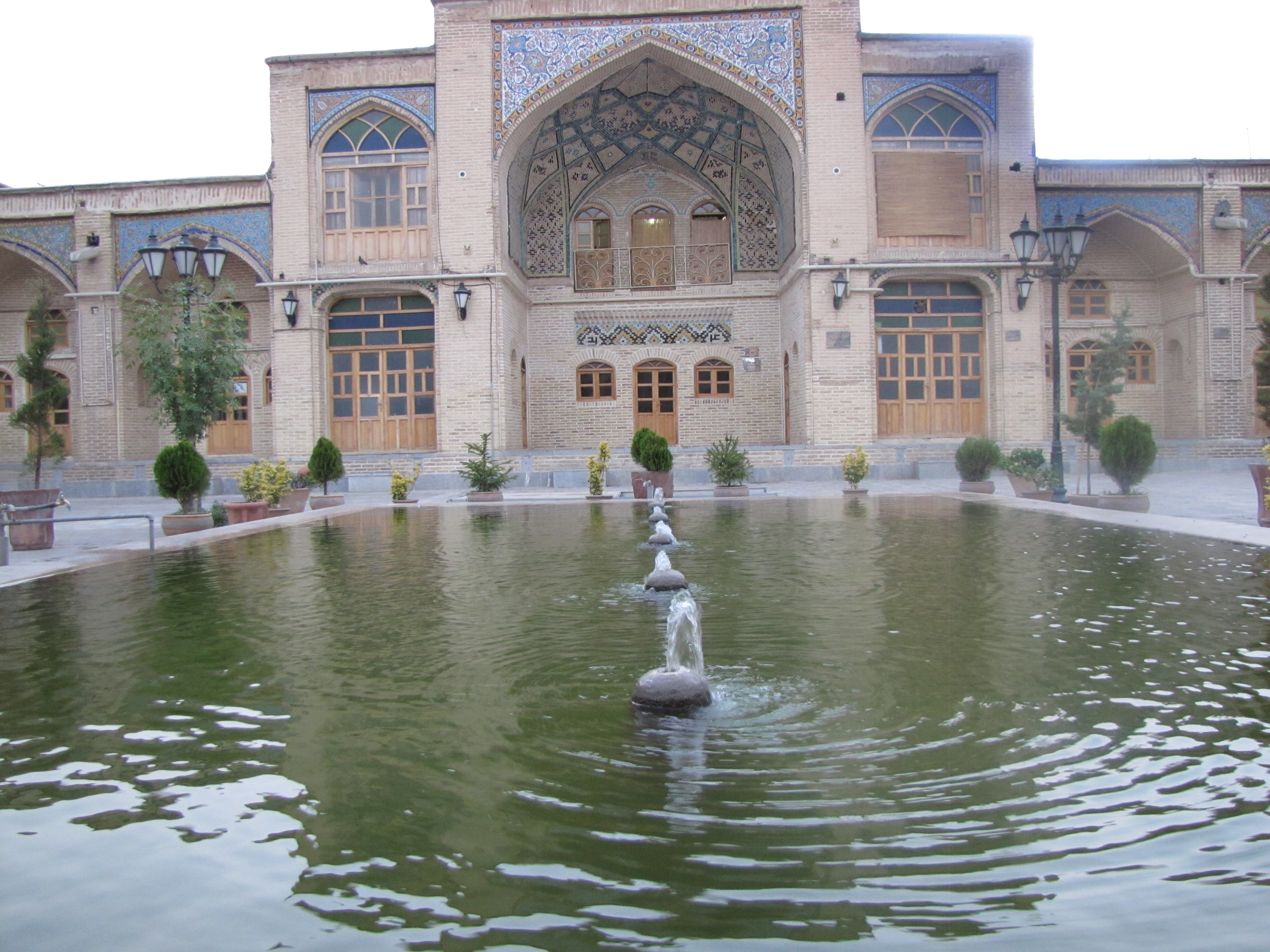
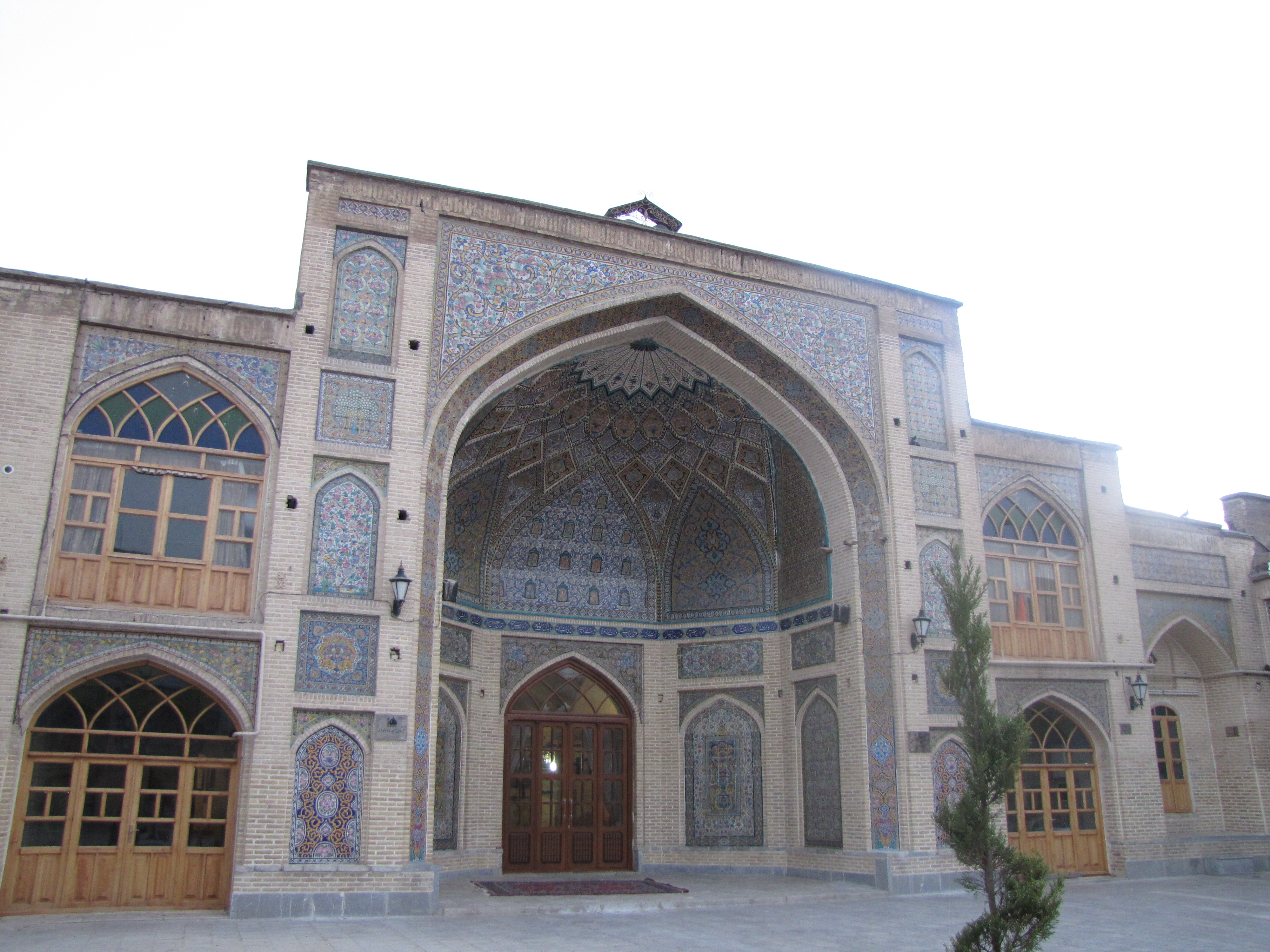